# Centaurea pestalozzae
Centaurea pestalozzae — вид квіткових рослин родини айстрових (Asteraceae). Ендемік пд.-зх. Туреччини.

## Середовище
Населяє осипи.

## Морфологічна характеристика
Це багаторічник 1–5 см заввишки. Листя в прикореневій розетці, перисторозсічені, сегменти ланцетні, 3–5 мм завширшки, довго ворсисті. Квіткові голови 1–3, сидячі в розетці. Обгортка 22–25 мм завдовжки, видовжено-яйцювата. Квіточки жовті. Період цвітіння: пізня весна, літо.